# Pierre Marie Vinay
Pour les articles homonymes, voir Vinay.
Pierre Marie Henri Vinay (plus souvent connu comme Henri Vinay), né le 9 mai 1821 au Puy-en-Velay (Haute-Loire) et mort le 6 octobre 1882 au Puy-en-Velay, est un homme politique français.
Avocat, il est conseiller municipal du Puy-en-Velay en 1858 et maire en 1865, conseiller général en 1864. Révoqué de ses fonctions de maire après le 4 septembre 1870, il est élu député de la Haute-Loire en 1871 et siège au centre droit. Il est inscrit à la réunion des Réservoirs. Il retrouve son poste de maire après la chute de Thiers. Battu en 1876, il est réélu député en 1877, mais son élection est invalidée. Il ne se représente pas à l'élection partielle et quitte la vie politique.

## Publications
- « Découverte de coquilles marines fossiles dans un gisement de sables et galets à l'Herm, près le Monastier (Haute-Loire) », Annales de la Société d'agriculture, sciences, arts et commerce du Puy,‎ 1866 (lire en ligne)

## Sources
- « Pierre Marie Vinay », dans Adolphe Robert et Gaston Cougny, Dictionnaire des parlementaires français, Edgar Bourloton, 1889-1891 [détail de l’édition]

- base Léonore
- Base Sycomore